# Мурик Буа Шпата
Мурик Буа Шпата или Маврикий Буа Шпата (алб. Muriq Bua Shpata; ум. 1415) — правитель Артского деспотата после свержения Вонко вплоть до своей кончины в 1414 или 1415 году. Правление Мурика пришлось на постоянные войны с графом Кефалии и Закинфа Карло I Токко. Мурик смог защитить свою столицу Арту, но, несмотря на некоторые победы, так и не смог разгромить Токко.
Как и его дядя Сгур Буа Шпата, Мурик не проходил официально обряда по принятию титула деспота. В связи с этим Мурик, наряду со Суром, называется само провозглашённым деспотом французским византинистом Гилландом.

## Происхождение
Мурик был представителем албанской династии Шпата. Он был внуком Гин Буа Шпаты, деспота Арты. У него был один брат, Якуп Шпата, единоутробный брат и единоутробная сестра от второго брака его матери, Карло Марчесано и Маддалена.

## Биография
Незадолго до смерти Гина 29 октября 1399 или 1400 года он назначил своего брата, Сгура Буа Шпату, правителя Лепанто, своим преемником на престоле Арты. Однако через несколько дней после того, как Сгур стал правителем Арты, город был захвачен авантюристом Вонко. В то время как Сгур бежал и захватил Ангелокастрон и Лепанто.
Из-за крайней непопулярности Вонко среди албанской знати и горожан Арты, Мурику Буа Шпате в 1401 году удалось без труда свергнуть Вонко и стать новым правителем Арты. В 1402-1403 гг. Мурик Шпата пришел на помощь Сгуру, когда тот был осажден в Ангелокастроне силами Карло I Токко. Атака войск генерала Галассо Пекаторе была отбита, но вскоре Сгур умер от полученных ран, оставив свое имущество своему сыну Паулу Буа Шпате.
Карло I Токко не оставлял своих целей захватить земли в Артском деспотате. В 1406 году, пользуясь распрями между албанскими племенами, он совершил набег и опустошил Акарнанию и окрестности Арты, но сам город, решительно защищенный Муриком Шпатой, устоял. Однако в Ангелокастроне обстановка оставалась критической, и Паул, не обладая военными способностями своего отца Сгуроса, стал вассалом Османской империи. По его призыву в Ангелокастрон прибыл османский отряд под командованием Юсуф Бея. Однако турки потерпели поражение от сил Карло I Токко и османы заключили с ним мирный договор.
После этого Паул Шпата пытался добиться помощи Мурика Шпаты, но тот отказался прийти на помощь. Не имея сил удержать Ангелокастрон, Паул уступил крепость туркам-османам, став править лишь Лепанто. Однако он продал этот город Венеции в 1407 или в 1408 году. В это же время, в 1408 году, Карло Токко удалось захватить Ангелокастрон.
Чтобы сдержать Карло Токко, Мурик обратился за помощью к своему северному соседу, янинскому деспоту, Исаву де Буондельмонти. Отношения между ними были напряженными, так как Исав, который в 1396 году взял мать Мурика Ирину в качестве своей жены, развелся с ней в 1402 году, чтобы жениться на Евдокии Балшич. Тем не менее они заключили союз в 1410 году, скрепив его династическим браком: дочь Мурика вышла замуж за сына Исава. Между ними было соглашение, что в случае победы над Карло Токко, Янинский деспотат получит город Лефкас, а Мурик присоединит к своим владениям Воницу.
В свою очередь Карло Токко попытался разрушить союз между Яниной и Артой. Токко также заключил союз с Муриком, выдав свою незаконорожденную дочь за единоутробного брата арского правителя Карла Марчесано. Однако в 1411 году Исав де Буондельмонти умер и трон перешел его малолетнему сыну Джорджо де Буондельмонти. В качестве регента правила его мать Евдокия Балшич. Новый правитель Янины был женат на дочери Мурика и албанская знать в связи с этим пыталась вмешиваться в дела государства. Но политика матери Джорджо оказалась не популярной в Янине. Евдокия Балшич развязала террор против жителей государства. Она арестовывала или отправляла в ссылку тех, кто ей не нравился, передавая собственность своим сербским друзьям. В результате население государства восстало и 26 февраля 1411 года Джоржио вместе с матерью были свергнуты. Жители Янинского деспотата предложило трон племяннику Исава Карло I Токко. Карло прибыл в Янину 1 апреля и начал новую войну с Артой.
Чтобы противостоять Токко, Мурик Шпата заключил союз с правителем Гирокастра Гин Зенебежи. Битва произошла весной или летом 1412 года у деревни Кранеи, к югу от Месопотамона. Албанцам удалось окружить войска янинского правителя и почти полностью их уничтожить. Многие из офицеров Карло I, греков и франков, были взяты в плен, в том числе его собственный сын Паул, а также племянник Токко по имени Зиасса. Его брат и соправитель Леонардо II Токко бежал и вернулся в Янину. Несмотря на крупную победу, албанцем не удалось взять Янину.
После этого албанцы решили атаковать остров Лефкас, предполагая, что он плохо защищён. Но успеха в этом направлении достигнуто не было, Франческа, жена Карло Токко, смогла выстроить эффективную оборону и защитить остров.
В начале 1413 года Карло Токко был вынужден обратиться к туркам за поддержкой, организовав брак одной из его дочерей с Мусой Челеби, одним из османских султанов, борющимися за султанат во время Османского междуцарствия. Муса объявил себя другом и защитником семьи Токко. Он потребовал у Гина Зенебежи освободить пленников, которых он взял в Кранее. Также он предоставил Карло небольшой контингент турецких войск. Несмотря на то, что в битве за власть Муса был убит своим братом Мехмедом I, новый султан также был благосклонен к Токко. Союз с турками напугали албанцев и внесли разлад в их лагерь. Так Мурик Шпата поссорился с Гином Зенебиши, который стал искать союза с Токко. В то же время единоутробный брат Мурика, Карло Марчесано, женившийся на дочери Токко, предложил тестю передать его замок Риниаса. Шпата оказывался все более и более изолированным. Карло I Токко и его брат Леонардо II с оптимизмом планировали совместную сухопутную и морскую кампанию против него. Однако Мурик заболел и умер в 1414 или 1415 году. Его преемником на престоле Арты стал Якуп Шпата, который стал последним правителем Артского деспотата.